# Küçükaltıağaç, Meriç
Küçükaltıağaç là một xã thuộc huyện Meriç, tỉnh Edirne, Thổ Nhĩ Kỳ. Dân số thời điểm năm 2011 là 325 người.